# Selección de waterpolo de Argentina
La Selección de waterpolo de Argentina es el equipo formado por jugadores de nacionalidad argentina, que representa a Argentina a través de la Confederación Argentina de Deportes Acuáticos (CADDA) que la dirige, en las competiciones internacionales de waterpolo organizadas por la Federación Internacional de Natación (FINA) la Confederación Sudamericana de Natación (COSANAT) o el Comité Olímpico Internacional (COI).

## Selecciones Masculinas

### Selección de Mayores
| N.º | Nombre             | Club                        |
| --- | ------------------ | --------------------------- |
| 1   | Diego Malnero      | Tenerife Echeyde            |
| 2   | Ramiro Veich       | Club Natacio Barcelona      |
| 3   | \|Tomás Galimberti | GER                         |
| 4   | Guido Martino      | Club Natacio Sabadell       |
| 5   | Nahuel Leona       | Club Natación Caballa       |
| 6   | Carlos Camnasio    | CAAM                        |
| 7   | Guido Poggi        | Club Atlético Independiente |
| 8   | Eduardo Bonomo     | CRSF                        |
| 9   | Carlos Camnasio    | GER                         |
| 10  | Esteban Corsi      | Club Natacio Catalunya      |
| 11  | Tomas Echenique    | Civitavecchia               |
| 12  | Teo Soler          | Club Natació Rubí           |
| 13  | Octavio Salas      | CARP                        |

Director Técnico: Daniel Poggi

### Selección Sub-20
| N.º | Nombre                 | Club        |
| --- | ---------------------- | ----------- |
| 1   | Catarozzi, Lucas (Por) | RIVER PLATE |
| 2   | Jewerowicz, Agustín    | ATLANTIS    |
| 3   | Martino, Guido         | FISHERTON   |
| 4   | Caso, Gonzalo          | GER         |
| 5   | Alfonso, Felipe        | GER         |
| 6   | Manocchio, Tomás       | RIVER PLATE |
| 7   | Rey, Augusto           | REGATAS     |
| 8   | Poggi, Guido           | GEBA        |
| 9   | Camnasio, Carlos       | CAAM        |
| 10  | Corsi, Esteban         | GER         |
| 11  | Sanz, Juan Pablo (ARQ) | CAAM        |

Director Técnico: Gabriel Ramirez

### Selección Sub-17
Directores Técnicos: Gabriel Martino

## Selecciones Femeninas

### Selección de Mayores
| N.º | Nombre                   | Club           |
| --- | ------------------------ | -------------- |
| 1   | Fernandez, Nicolas       | CRSF           |
| 3   | Freyre, Mateo            | CRSF           |
| 5   | Conti, Tizziano          | CN SANT ANDREU |
| 7   | Lorenth, Alex            | GER            |
| 9   | Setti, Ignacio           | CAP            |
| 8   | De Yuliis, Lautaro       | GER            |
| 12  | Tarascon, Juan Sebastian | CAI            |
| 6   | Fraietta, Agustín        | SPU            |
| 13  | Caropresso, Nicolas      | GER            |
| 2   | Giri, Mateo              | SPU            |
| 11  | Lopez Altube, Augusto    | GEBA           |
| 4   | Tilatti, Tomas           | SPU            |
| 10  | Giri, Tomas              | SPU            |

Selecciones Femeninas
Selección de Mayores
| N.º | Nombre                      | Club                      |
| --- | --------------------------- | ------------------------- |
| 1   | Stegmayer, Nahir (ARQ)      | CNSA                      |
| 2   | Mastronardi, Isabella       | CAAM                      |
| 3   | Hatcher, Ashley             | PINCETON TIGERS           |
| 4   | Hatcher, Ashley             | Club Esportiu Mediterrani |
| 5   | Ianni, Ludmila              | SUTERH                    |
| 6   | Bacigaluppo, Magalí         | SUTERH                    |
| 7   | Auliel, Julieta             | GEBA                      |
| 8   | Comba, Carla                | Rari Nantes Imperia       |
| 9   | Canda, María Sol            | GEBA                      |
| 10  | Agnesina, Ana               | CAAM                      |
| 11  | Bacigaluppo, Anahí          | CNSF                      |
| 12  | Gerschkovsky, Dana          | SUTERH                    |
| 13  | Videberrigain, Aldana (ARQ) | Progresista               |

Directores Técnicos: Setti, Guilleromo y Lombardo, Fabio

### Selección Sub-20
| N.º | Nombre                 | Club      |
| --- | ---------------------- | --------- |
| 1   | Gomez, Federica (Por)  | CAAM      |
| 2   | Ribó, Lourdes          | CAAM      |
| 3   | Todoroff, Agustina     | SPORTSMEN |
| 4   | Magraht, Florencia     | GER       |
| 5   | Bertaina, Camila       | SPORTSMEN |
| 6   | Álvarez, Florencia     | CAAM      |
| 7   | Pires, Candela         | CAAM      |
| 8   | Tamagnone, Manuela     | CAAM      |
| 9   | Curatola, Camila       | UNLAM     |
| 10  | Gerschkovsky, Dana     | RUBÍ      |
| 11  | Martino, Delfina (ARQ) | SPORTSMEN |

Directores Técnicos: Daniel Poggi y Gabriel Martino

## Palmarés

### Selección Mayor Masculina
- Juegos Panamericanos:
  -  Medalla de oro : 1951, 1955.
  -  Medalla de plata : 1959.
  -  Medalla de bronce : 1963, 2023
  - Cuarto Puesto: 2015, 2019

- Juegos Suramericanos:
  -  Medalla de oro : 2010, 2018.
- Campeonato Sudamericano:
  -  Medalla de oro : 1934 1947 1952 1956 1958 1960 2010 2012 2016.
- Campeón en la Copa Ciudad de Lima: 2014.[1]

### Participaciones en los Juegos Olímpicos
- Ámsterdam 1928 (9.º. lugar)
- Londres 1948 (9.º. lugar)
- Helsinki 1952 (11.º. lugar)
- Roma 1960 (9.º. lugar)

### Selección Sub-17
- Sudamericano Sub-17 en Lara (2015).[2]
- Cuarto Puesto Panamericano Sub-17 en Buenos Aires (2013).
- 16° posición en el Mundial de Estambul Sub-18 en 2014.
- Juegos Sudamericanos De Deportes Acuáticos Sub-18 en Iquique (2019).

### Selección Mayor Femenina
- Juegos Panamericanos:
- Guadalajara 2011 (7.º. lugar)
- Toronto 2015 (8.º. lugar)